# Ahmad Jamil
Ahmad Jamil Madani (Dzsidda, 1968. január 6. –) szaúd-arábiai válogatott labdarúgó.

## Fordítás
- Ez a szócikk részben vagy egészben  az   Ahmed Jamil Madani című angol Wikipédia-szócikk fordításán alapul.  Az eredeti cikk szerkesztőit annak laptörténete sorolja fel. Ez a jelzés csupán a megfogalmazás eredetét és a szerzői jogokat jelzi, nem szolgál a cikkben szereplő információk forrásmegjelöléseként.